# 天山海罂粟
天山海罂粟（学名：Glaucium elegans），为罂粟科海罂粟属下的一个种。

## 扩展阅读
維基物種上的相關：天山海罂粟